# 中国经济学团体联合会
中国经济学团体联合会（简称“中国经团联”）是1980年代中华人民共和国主要经济学团体的联合组织，该组织支持中国经济体制改革。

## 沿革
1981年3月29日至30日，中国经济学团体联合会在浙江省杭州市召开第一届理事会议，宣告中国经济学团体联合会成立。会议选举中国世界经济学会等15个团体为常务理事，在常务理事会上又选出北京市经济学会、中国世界经济学会、政治经济学社会主义部分研究会三个团体为执行主席，常务理事会还决定邀请于光远、马洪、马寅初、王学文、王惠德、孙冶芳、孙怀仁、许涤新、严中平、陈代荪、陈翰笙、季陶达、骆耕漠、宦乡、钱俊瑞、薛暮桥为中国经济学团体联合会顾问。
截至1981年1月选举理事时，参加中国经济学团体联合会的中国全国性和省、市、自治区级经济学团体共199个。
1981年，中国经济学团体联合会被国际经济协会接纳为正式会员，中国经济学团体联合会秘书长罗元铮为常任代表。
1982年，中国经济学团体联合会主办的《经济学周报》、《经济学文摘》、《国外经济文献摘要》创刊。
1982年8月13日中国经济学团体联合会第一届理事会第三次会议在哈尔滨市举行，会上增选中国商业经济学会为中国经济学团体联合会常务理事。中国经济学团体联合会秘书长董辅礽主持开幕式，执行主席（团体代表）冯兰瑞作工作报告，顾问于光远作书面发言，季崇威作《关于经济体制改章理论问题讨论情况》的报告，执行主席（团体代表）罗元铮致闭幕词。
1982年9月20日，中国社会科学院文件〔社科办字14号〕确定中国经济学团体联合会暂为其代管事业单位。
1983年9月，中国经济学团体联合会顾问于光远率该会代表团赴西班牙马德里，出席了国际经济协会第七次世界大会。
1984年起，中国经济学团体联合会决定每年编辑出版《中国经济科学年鉴》。
1985年8月10日至16日，中国经济学团体联合会第二次会员大会暨第二届年会在甘肃省兰州市召开，大会的主题为“经济改革和经营”。中国经济学团体联合会各团体会员代表，中国经济学团体联合会秘书长、副秘书长，中国经济学团体联合会直属单位负责人和新闻出版单位特邀代表共300多人参加了会议。8月10日上午，中国经济学团体联合会第一届理事会第四次会议召开，会议审议了此次大会的主要议程，提出大会主席团成员、大会秘书长候选名单，并批准中国海关学会等团体加入中国经济学团体联合会。 8月10日下午，在大会开幕式前，大会一致通过第一届理事会第四次会议提出的大会议程及大会主席团成员、大会秘书长名单。大会主席团成员宋涛主持开幕式，大会主席团成员冯兰瑞致开幕词，中国经济学团体联合会顾问于光远出席了大会并在会上作主题报告。8月15日下午，大会通过中国经济学团体联合会的新章程。 8月16日上午，大会选举产生61个新理事（团体）（其中为台湾省保留一名）。随后第二届理事会第一次会议举行，会议选举了16名常务理事（团体）。新一届常务理事会举行会议选出6名执行主席（团体代表），并聘请顾问、秘书长、司库、常务副秘书长（副秘书长委托秘书长提名聘请）。同日，第二次会员大会暨第二届年会闭幕式举行，大会主席团成员董辅礽致闭幕词。
1991年，中国经济学团体联合会被中国社会科学院解散。

## 主要领导

### 第一届
执行主席：
- 北京市经济学会
- 中国世界经济学会
- 政治经济学社会主义部分研究会

常务理事：
- 中国世界经济学会
- 中国农业经济学会
- 中国财政学会
- 政治经济学社会主义部分研究会
- 中国劳动工资研究会
- 中国技术经济研究会
- 中国物资经济学会
- 中国少数民族经济研究会
- 北京市经济学会
- 天津市经济学会
- 辽宁省经济学团体联合会
- 上海市经济学会
- 广东经济学会
- 四川省经济学会[5]
- 中国商业经济学会（1982年8月增选）

执行主席（团体代表）：
- 宋涛（1981年－1986年，党组书记兼执行主席，北京市经济学会会长）
- 罗元铮（1981年－1986年，党组副书记兼执行主席）
- 冯兰瑞

……

### 第二届
执行主席：
……
常务理事：
……
执行主席（团体代表）：
- 谷书堂（1987年－1991年）

……

### 秘书长
秘书长：
- 董辅礽（1981年－1987年）
- 冯兰瑞
- 罗元铮
- 李正文

……